# Nikolaï Zelenov
Nikolaï Andrianovitch Zelenov (en russe : Николай Андрианович Зеленов) est un aviateur soviétique, né le 5 septembre 1917 et décédé le 29 juin 1944. Pilote de chasse et as de la Seconde Guerre mondiale, il fut distingué par le titre de Héros de l'Union soviétique.

## Carrière
Nikolaï Zelenov est né le 8 septembre 1917 à Popovka, dans l'actuelle oblast de  Kostroma. Il rejoignit l'Armée rouge en 1936 et fut breveté pilote au collège militaire de l'Air de Lougansk.
Il prit part à la Guerre d'Hiver contre la Finlande, de décembre 1939 à février 1940.
En juin 1941, il était sous-lieutenant (leitenant) au 127e régiment de chasse aérienne (127.IAP), unité équipée de chasseurs Polikarpov I-16. Il se distingua aux commandes de cet appareil et plus particulièrement :
- le 30 mars 1942 remportant 4 victoires, dont 2 en coopération ;
- le 30 avril 1942 obtenant 2 victoires en un combat.

Il fut muté au 154e régiment de chasse aérienne (154.IAP) à la mi-1942, en tant que lieutenant (starchi leïtenant) et chef d'escadrille. Cette unité, équipée de P-40 Kittyhawk, assurait la défense de Léningrad. À cette époque, juillet 1942, il totalisait déjà 17 victoires homologuées obtenues au cours de 382 missions.
Il fut bientôt promu capitaine (kapitan) et muté au 14e régiment de chasse aérienne de la Garde (14.GuIAP). Il fut tué au cours d'un combat aérien, au-dessus de Vyborg, le 29 juin 1944. Il repose au cimetière Chouvalovskoïe de Saint-Pétersbourg.

## Palmarès et décorations

### Tableau de chasse
Nikolaï Zelenov est crédité de 34 victoires homologuées, dont 24 individuelles et 10 en coopération.

### Décorations
- Héros de l'Union soviétique le 10 février 1943 (médaille no 802) ;
- Ordre de Lénine ;
- deux fois décoré de l'Ordre du Drapeau rouge ;
- deux fois décoré de l'Ordre de la Guerre patriotique de 1re classe.
- Médaille pour la Défense de Léningrad